# Division One 1998
Die Division One 1998 war die dritte Saison der zweiten englischen Rugby-League-Liga. Den ersten Tabellenplatz nach Ende der regulären Saison belegten die Wakefield Trinity Wildcats, die im Finale 24:22 gegen die Featherstone Rovers gewannen und damit in die Super League aufstiegen. 1998 gab es keinen Auf- und Abstieg zwischen der zweiten und dritten Liga, da diese in der nächsten Saison zu einer einzigen Liga, der Premiership, vereinigt wurden.

## Tabelle
|     | Team                       | Spiele | Siege | Unent. | Ndlg. | Spiel- punkte | Diff. | Tabellen- punkte |
| --- | -------------------------- | ------ | ----- | ------ | ----- | ------------- | ----- | ---------------- |
| 01. | Wakefield Trinity Wildcats | 30     | 22    | 1      | 7     | 790:506       | + 284 | 45               |
| 02. | Hull Kingston Rovers       | 30     | 20    | 1      | 9     | 748:480       | + 268 | 41               |
| 03. | Dewsbury Rams              | 30     | 19    | 2      | 9     | 723:481       | + 242 | 40               |
| 04. | Featherstone Rovers        | 30     | 17    | 1      | 12    | 779:613       | + 166 | 35               |
| 05. | Swinton Lions              | 30     | 17    | 1      | 12    | 702:544       | + 158 | 35               |
| 06. | Hunslet Hawks              | 30     | 17    | 1      | 12    | 719:575       | + 144 | 35               |
| 07. | Keighley Cougars           | 30     | 14    | 1      | 15    | 587:675       | - 88  | 29               |
| 08. | Whitehaven Warriors        | 30     | 13    | 0      | 17    | 636:657       | − 21  | 26               |
| 09. | Widnes Vikings             | 30     | 9     | 1      | 20    | 601:862       | - 261 | 19               |
| 10. | Rochdale Hornets           | 30     | 6     | 1      | 23    | 571:912       | − 341 | 13               |
| 11. | Leigh Centurions           | 30     | 6     | 0      | 24    | 505:1056      | − 551 | 12               |

## Playoffs

### Ausscheidungs/Qualifikationsplayoffs
|  | Featherstone Rovers | 22 : 12 | Swinton Lions |  |
|  |                     |         |               |  |

|  | Hull Kingston Rovers | 18 : 2 | Dewsbury Rams |  |
|  |                      |        |               |  |

|  | Wakefield Trinity Wildcats | 19 : 16 | Hull Kingston Rovers |  |
|  |                            |         |                      |  |

|  | Dewsbury Rams | 10 : 20 | Featherstone Rovers |  |
|  |               |         |                     |  |

### Halbfinale
|  | Hull Kingston Rovers | 6 : 54 | Featherstone Rovers |  |
|  |                      |        |                     |  |

### Finale
| 26. September | Wakefield Trinity Wildcats | 24 : 22 | Featherstone Rovers | Alfred McAlpine Stadium, Huddersfield Zuschauer: 8.224 Schiedsrichter: Nick Oddy |
| 26. September | Bericht                    |         |                     | Alfred McAlpine Stadium, Huddersfield Zuschauer: 8.224 Schiedsrichter: Nick Oddy |